# Leotropa
Leotropa är ett släkte av fjärilar. Leotropa ingår i familjen mott.
Kladogram enligt Catalogue of Life:
| Leotropa | \| \| Leotropa papuanensis \| \| \| \| \| \| Leotropa phoenicias \| \| \| \| \| \| Leotropa sarcina \| \| \| \| |
|          | \| \| Leotropa papuanensis \| \| \| \| \| \| Leotropa phoenicias \| \| \| \| \| \| Leotropa sarcina \| \| \| \| |
|          | Leotropa papuanensis                                                                                            |
|          | |
|          | Leotropa phoenicias                                                                                             |
|          | |
|          | Leotropa sarcina                                                                                                |
|          | |